# جيمس إم. لويد
جيمس إم. لويد هو سياسي أمريكي، ولد في 1886 في ينكتون في الولايات المتحدة، وتوفي في 1969. نشط حزبياً في الحزب الجمهوري.